# Arrotxapea
Arrotxapea (Errotxapea, parfois aussi en basque) est un quartier de la ville de Pampelune dans la Communauté forale de Navarre. 

## Histoire
Situé au pied des anciennes murailles, parallèle à la rivière Arga, il a été le seul quartier de Pampelune qui est apparu à l'extérieur de ces murailles de la ville, puisque Pampelune étant une Place Forte on empêchait la construction dans ses alentours pour des raisons de défense, car c'était des "zones polémiques" dans le jargon militaire. Pour cette raison dans cette zone on ne pouvait construire, qu'à certaines conditions, comme celle de ne pas dépasser les 10 mètres de hauteur et avec des matériaux de construction peu résistants comme la brique. À partir des Reales Órdenes (Ordres royaux) de 1900 et 1901 on a permis de construire sans limite ni de hauteurs ni quant aux matériels.
C'est le quartier le plus ancien de Pampelune, excepté le Casco Antiguo, fondé par les maraîcher, qui travaillaient et vivaient extra-muros. La Rochapea prend son nom de la "tour de la Rocha" qui défendait la ville de San Cernin dans la partie qu'occupe aujourd'hui le Musée de Navarre. On le connaissait initialement comme "Jus la Rocha" qui, dans la langue des habitants de la ville, l'occitan, signifie "sous la Rocha" c'est-à-dire "les terrains qui s'étendent sous la Rocha". Ultérieurement le nom s'est "basquisé" en Arrotxapea, en mettant le suffixe -pea qui signifie au-dessous, et par conséquent avec la même signification.
Il y a des références tout au long de l'histoire de ce quartier. En 1773 pendant la Guerre de la Convención il a été rasé par des troupes françaises, en laissant 1 500 personnes sans logement. Au début du XXe siècle on a construit des logements de classes populaires sans un plan d'urbanisation et se sont installéés des fonderies et nouvelles industries, sans abandonner les potagers.
Pour accéder à l'ancienne Rochapea depuis la ville on devait traverser le vestibule de la Rochapea de 1533 qui se trouvait à la fin de la colline de Santo Domingo. Ce vestibule a été démoli en 1914, quand le système de défense des murailles s'était retrouvé inefficace. Par cette porte on arrivait au quartier de tanneurs, juste avant le pont de la Rochapea, formée par quelques maisons sur le bord de la rivière. Les potagers qui s'y trouvaient prenaient le nom de leur propriétaire.
En plein développement urbain, se combinent le quartier les bâtiments les plus modernes et résidentiels, avec d'autres qui dépassent les 60 ans. Ce quartier est aussi connu populairement comme "la Rotxa".
Ses festivités officielles se déroulent la seconde semaine du mois de juin.

## Patrimoine civil
Le croisement de Cuatrovientos, l'église de l'Ave María, ou le boulevard du Río Arga, constituent trois des points connus les plus remarquables de la Rochapea. Dans ce quartier on trouve les monuments suivantes ou les bâtiments significatifs :
- Pont San Pedro : Son origine semble remonter à l'époque romaine, mais a été transformé de manière substantielle à l'époque Médiévale

- Pont Sainte Engracia : également d'époque médiévale.

- Résidence de Oblatas : édifié par l'architecte Eugenio Arraiza en 1945 et étendu plus tard par le même architecte en 1953. Avec le Monumento aux Caídos (monument aux morts) et le bâtiment qui a été le Gobierno Civil (Gouvernement Civil) et actuellement la Délégation du Gouvernement de Navarre. Il reflète la monumentalité intentionnelle de l'époque Franquíste. Avec des similitudes dans les formes des palais du XVIIe siècle, combinaison de la brique rouge avec la pierre et toit d'ardoise, allégé par de vastes baies vitrées.

- Usine Iwer : construite sur cinq phases en 1945 par les ingénieurs industriels catalans Arnaldo et Fancisco Izard, et la dernière en 1967 avec la participation de Mariano R. Zunzarren. Le plus caractéristique est la tour de l'horloge centrale.

- Centre de Santé : en 1991 par Ana Arriazu et Ramón Garitano.

- Corralillos du Gas : de construction moderne et décorée avec des peintures murales de style graffiti, ils ont un intérêt pour servir d'étable où l'on garde le bétail qui prend part encierros de San Fermín. De ces petits corrals partent chaque tombée de la nuit, entre les 6 et le 13 juillet, le parcours que font les taureaux jusqu'aux étables de Santo Domingo, d'où ils sortent le matin suivant pour les corridas.

## Patrimoine religieux
- Monastère Viejo de San Pedro : est le seul témoignage des nombreux couvents qui dans des siècles passés se trouvaient dans les extérieurs de la ville. Il y a des traces de ce couvent depuis le XIIIe siècle, toutefois, la construction actuelle date principalement du XVIIIe siècle. L'Église qui sert de paroisse, est formée d'une seule nef, une petite coupole et une "chambre forte de canon avec lunetos" et d'ornementation géométrique. Cet ancien monastère héberge aujourd'hui le "Musée d'Ambientación Ambiental de San Pedro".

## Communications
Lignes du Transporte Urbano Comarcal de Pampelune qui relient le quartier de la Rochapea avec le reste de la ville et la Cuenca de Pampelune.
|    | Ligne 3 Segundo Ensanche - Ansoáin               | 06:35 - 22:28 | 10´      |
|    | Ligne 7 Villava - Barañáin                       | 06:30 - 22:30 | 20´      |
|    | Ligne 6 Rochapea- Université Publique de Navarre | 06:45 - 22:15 | 15´      |
|    | Ligne Mairie-Rochapea                            | 06:40 - 22:20 | 15´      |
| N7 | Nort                                             | Nocturne      | 40´- 50´ |

### Sources et bibliographie
- (es) Cet article est partiellement ou en totalité issu de l’article de Wikipédia en espagnol intitulé « Rochapea » (voir la liste des auteurs).
- Alfredo  Sarasa Asiain, (2006), Guía de arquitectura de Pamplona y su Comarca, Pamplona: colegio oficial de arquitectos Vasco-Navarro,  (ISBN 84-611-3284-X)
- Divers auteurs, Historia de los barrios de Navarra, 2005, Editions Pamplona: Analecta edciones y libros SL,  (ISBN 84-95283-69-7)